# Kameanka, Camenița
Kameanka (în ucraineană Кам'янка) este o comună în raionul Camenița, regiunea Hmelnîțkîi, Ucraina, formată numai din satul de reședință.

## Demografie
Componența lingvistică a comunei Kameanka
     Ucraineană (97,75%)
     Rusă (1,96%)
     Alte limbi (0,25%)
Conform recensământului din 2001, majoritatea populației comunei Kameanka era vorbitoare de ucraineană (97,75%), existând în minoritate și vorbitori de rusă (1,96%).